# Empfehlungen für Anlagen des ruhenden Verkehrs
Die Empfehlungen für Anlagen des ruhenden Verkehrs (kurz EAR) sind ein in Deutschland gültiges technisches Regelwerk für die Planung und den Bau von Anlagen des ruhenden Verkehrs. Dazu zählen Parkflächen und Parkbauten sowie Parkleitsysteme. Sie werden herausgegeben von der Forschungsgesellschaft für Straßen- und Verkehrswesen. Aktuell gültig ist die Ausgabe 2023. Sie ersetzt die Ausgabe aus dem Jahr 2005.

## Inhalt
Inhaltlich gliedert sich die EAR in sechs Hauptabschnitte. Der erste Abschnitt behandelt einleitende Gedanken für die Richtlinie. Abschnitt zwei handelt von den Ansprüchen und den Rechtsgrundlagen der Parkraumplanung. Die Bemessung des Parkraumangebots erfolgt in Abschnitt drei. Abschnitt vier formuliert Richtlinien für die Dimensionierung von Parkflächen für alle Arten von Fahrzeugen. Des Weiteren beinhaltet er auch Angaben zu Parkbauten und Ladenhöfen. Abschnitt fünf trifft Aussagen über die bauliche Gestaltung und Ausstattung von Parkflächen. Im letzten Abschnitt werden die Nutzung sowie Betrieb der Anlagen erläutert. Der Anhang der Richtlinie enthält neben Begriffsdefinitionen auch Kenngrößen und Richtzahlen für die Parkflächenbemessung sowie Beschilderungsregelungen.

## Änderungen mit der Ausgabe 2023
Wichtigste Änderungen in der Ausgabe 2023 sind ein größeres Bemessungsfahrzeug für Pkw-Parkplätze, Vorschläge für Parkplätze mit Ladestationen und die Empfehlung, „Multifunktionsstreifen“ an Stadtstraßen einzurichten. Diese Streifen sollen flexibel zum Abstellen oder Beladen verschiedener Fahrzeuge, für Begrünung oder für Gastronomie genutzt werden. Grundsätzlich soll das Pkw-Parken im öffentlichen Straßenraum nachrangig behandelt werden, um mehr Flächen für den Fuß- und Radverkehr, den fließenden Kraftverkehr sowie Begrünung und Erholung zu haben. Somit sind Parkflächen nur noch im Ausnahmefall im öffentlichen Straßenraum vorzusehen. Außerdem empfehlen die EAR 23 einen breiteren Sicherheitstrennstreifen zu allen Radverkehrsanlagen.

## Kritik
Der Verkehrsclub Deutschland kritisierte die Empfehlung der Forschungsgesellschaft, Pkw-Parkplätze mit einer Breite von 2,65 Metern statt zuvor 2,50 Metern fürs Querparken bzw. 2,15 Meters für Längsparken statt bisher 2,00 Metern zu planen. In Städten solle es nicht mehr, sondern weniger Platz für parkende Autos geben.